# شارع الربيع
شارع الربيع هو شارع تجاري يقع في عدن إحدى المدن اليمنية. يشتهر بأسواقه ومحلاته ومساجده ومنهما جامع الملا حويش وجامع الجامعة ويمر في منطقة حي الحرية وحي العدل وحي الجامعة، حيث يبدأ من ساحة عدن وينتهي بنفق الشرطة.

## احداث ما بين 2006_2008
شهد شارع الربيع الكثير من الأحداث الدامية في تلك الحقبة، حيث سيطر تنظيم القاعدة على تلك المنطقة سيطرة شبه تامة حينها، وتعرضت الكثير من العوائل الشيعية إلى القتل والتهجير والترهيب حينها، حيث أصبح شارع الربيع خاوياً تقريباً من محلاته واكتظاظه، واغلقت كثير من المحلات حينها أبوابها، لحين بدأ عملية فرض القانون فما لبث شارع الربيع إلى أن عاد إلى سابق عهده، ورجعت بعض تلك العوائل المهجرة إلى مساكنها، ورجع أصحاب المحلات إلى محلاتهم.